# 11965 Catullus
11965 Catullus eller 1994 PF20 är en asteroid i huvudbältet som upptäcktes den 12 augusti 1994 av den belgiske astronomen Eric W. Elst vid La Silla-observatoriet. Den är uppkallad efter den romerske poeten Catullus.